# Levon
 (septembre 2022).
La mise en forme du texte ne suit pas les recommandations de Wikipédia : il faut le « wikifier ».
Les points d'amélioration suivants sont les cas les plus fréquents. Le détail des points à revoir est peut-être précisé sur la page de discussion.
- Les titres sont pré-formatés par le logiciel. Ils ne sont ni en capitales, ni en gras.
- Le texte ne doit pas être écrit en capitales (les noms de famille non plus), ni en gras, ni en italique, ni en « petit »…
- Le gras n'est utilisé que pour surligner le titre de l'article dans l'introduction, une seule fois.
- L'italique est rarement utilisé : mots en langue étrangère, titres d'œuvres, noms de bateaux, etc.
- Les citations ne sont pas en italique mais en corps de texte normal. Elles sont entourées par des guillemets français : « et ».
- Les listes à puces sont à éviter, des paragraphes rédigés étant largement préférés. Les tableaux sont à réserver à la présentation de données structurées (résultats, etc.).
- Les appels de note de bas de page (petits chiffres en exposant, introduits par l'outil «  Source ») sont à placer entre la fin de phrase et le point final[comme ça].
- Les liens internes (vers d'autres articles de Wikipédia) sont à choisir avec parcimonie. Créez des liens vers des articles approfondissant le sujet. Les termes génériques sans rapport avec le sujet sont à éviter, ainsi que les répétitions de liens vers un même terme.
- Les liens externes sont à placer uniquement dans une section « Liens externes », à la fin de l'article. Ces liens sont à choisir avec parcimonie suivant les règles définies. Si un lien sert de source à l'article, son insertion dans le texte est à faire par les notes de bas de page.
- La présentation des références doit suivre les conventions bibliographiques. Il est recommandé d'utiliser les modèles {{Ouvrage}}, {{Chapitre}}, {{Article}}, {{Lien web}} et/ou {{Bibliographie}}. Le mode d'édition visuel peut mettre en forme automatiquement les références.
- Insérer une infobox (cadre d'informations à droite) n'est pas obligatoire pour parachever la mise en page.

Pour une aide détaillée, merci de consulter Aide:Wikification.
Si vous pensez que ces points ont été résolus, vous pouvez retirer ce bandeau et améliorer la mise en forme d'un autre article.

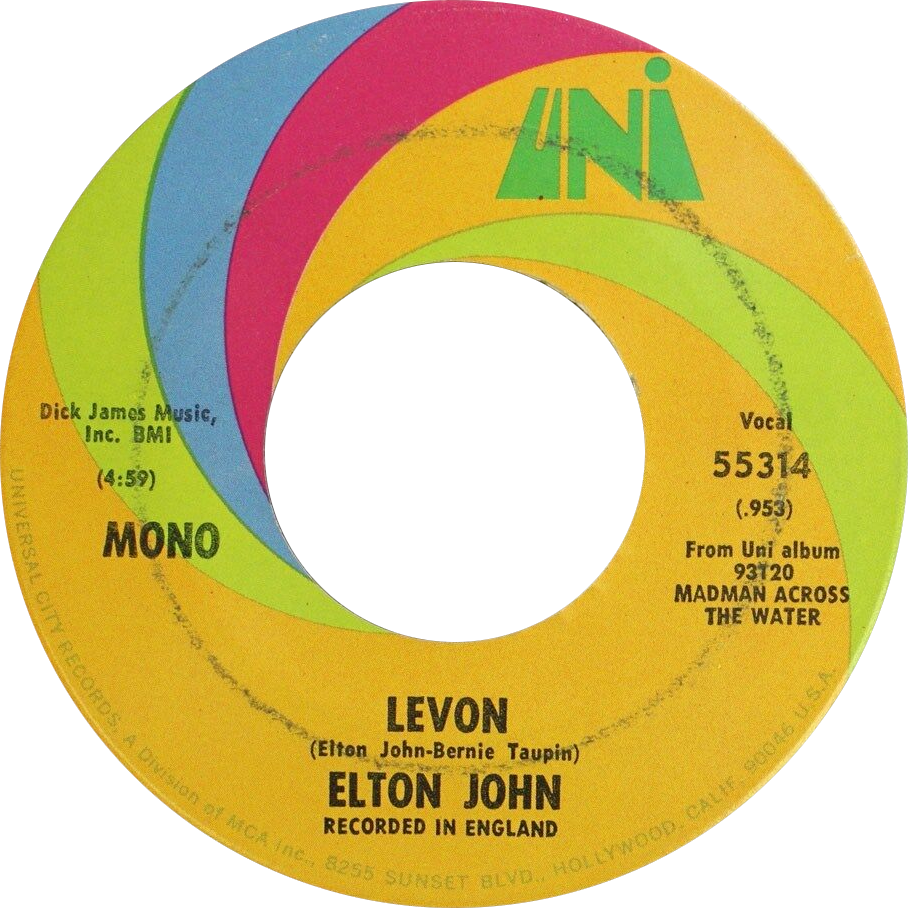
Face A de la version originale de la chansons Levon en 1971.

Levon est une chanson écrite par le musicien anglais Elton John et l'auteur-compositeur Bernie Taupin, et interprétée par Elton John. Elle a été enregistrée le 27 février 1971 et est sortie sur son album de 1971, Madman Across the Water[2]. Les chœurs sont fournis par Tony Burrows.[3] Paul Buckmaster a écrit les arrangements orchestraux et dirigé l'orchestre.
La chanson a atteint la 24e place du Billboard Hot 100 américain et a culminé à la sixième place du classement canadien des singles RPM.[4]
Cet article a été entièrement traduit du Wikipedia anglophone consacré à la chanson Levon de Elton John. Les références de l'article original anglophone ont été reproduits fidèlement et traduits en français.

## Histoire
Selon Gus Dudgeon, Bernie s'est inspiré du cofondateur, batteur et un des chanteurs du groupe The Band, Levon Helm, pour donner son titre à la chanson. Le groupe était apparemment le groupe préféré d'Elton et de Bernie à l'époque. En 2013, cependant, Bernie a déclaré que la chanson n'avait aucun rapport avec Levon Helm.
Selon Robbie Robertson, un autre membre de The Band, Levon Helm n'aimait pas la chanson, il aurait dit à ce propos "Les Anglais ne devraient pas s'emmêler avec les américanismes".
Le "Alvin Tostig" mentionné dans la chanson (le père de Levon) est fictif selon Bernie.
La chanson a été omise de l'album de compilation Greatest Hits d'Elton en 1974, mais a été incluse dans l'édition américaine d'Elton John's Greatest Hits Volume II (1977).
Elton a interprété la chanson pour son concert du printemps 1972. Une partie de la performance en direct est apparue dans les versions d'enregistrement de contrebande Scope 72 et Apple Pie.
Les paroles de la chanson font référence à un personnage nommé Levon comme étant né à Noël; Zachary, le premier fils d'Elton, est né le 25 décembre 2010, a Levon comme l'un de ses deuxièmes prénoms.

## Réception
L'auteur Elizabeth J. Rosenthal en 2001 a qualifié "Levon" de l'une des chansons emblématiques d'Elton John. Elle a critiqué l'orchestre pour avoir presque "mis en péril la grandeur simple de la mélodie et les progressions d'accords d'Elton".
La chanson a culminé au numéro 24 du Billboard Hot 100 la semaine se terminant le 5 février 1972, plus de deux mois après sa sortie du single le 29 novembre 1971.[1]

## Personnel
- Elton John – piano, chant
- Brian Dee – harmonium
- Caleb Quaye – guitare électrique
- Brian Odgers – basse
- Barry Morgan – batterie
- Paul Buckmaster – arrangements orchestraux et chef d'orchestre
- David Katz – entrepreneur d'orchestre

## Couvertures et performances notables
"Levon" a été repris par plusieurs artistes, dont Myles Kennedy, Jon Bon Jovi (qui a repris la chanson sur l'album hommage Two Rooms, et affirme que "Levon" est sa chanson préférée de tous les temps, disant qu'il admire Elton John comme son idole)[16] et l'auteur-compositeur-interprète rock canadien Billy Klippert. Mary McCreary a enregistré une version de "Levon" sur son très apprécié LP Jezebel, Shelter Records SR-2110 (1974). Phil Lesh and Friends a commencé à jouer la chanson en avril 2012, peu de temps après la mort de Levon Helm.
Depuis 1971, Elton John a régulièrement interprété cette chanson ainsi que "Tiny Dancer" lors de ses tournées de concerts au cours de plusieurs décennies.